# AO Aigaleō
L'Athlītikos Omilos Aigaleō (grec: Αθλητικός Όμιλος Αιγάλεω), també esmentat AO Aigaleō o AO Egaleo, és un club esportiu grec de la ciutat d'Aigaleo.

## Història
El club va ser fundat el 1931 per Demetrios Haniotis i Georgios Aronis, com a Athlitiki Enosis Ieropoleos. El 1946, quatre clubs de la zona es fusionaren amb el Ieropoleos per formar Athlitikos Omilos Aigaleō. Fins a l'any 2017 ha jugat 23 cops a primera divisió.

## Palmarès
- Lliga d'Atenes:
  - 1959-60, 1960-61, 2014-15, 2015-16, 2016-17
- Segona divisió grega:
  - 1960-61, 1964-65, 1976-77, 1982-83, 2000-01
- Tercera divisió grega:
  - 1998-99
- Quarta divisió grega:
  - 1995-96, 2012-13